# Неособисте голосування

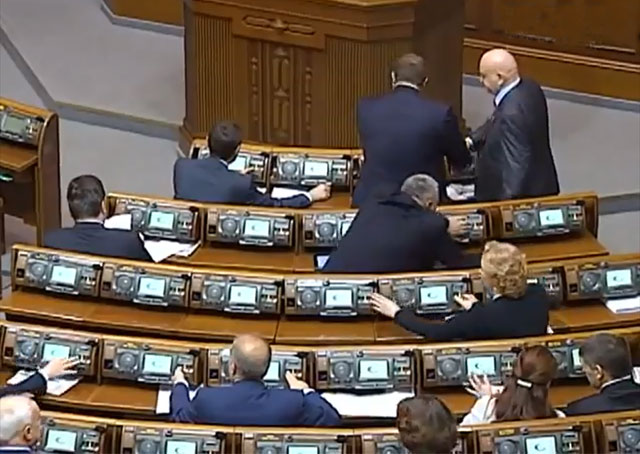
Неособисте голосування (кнопкодавство) у ВРУ за бюджет на 2013 рік

Неособисте голосування, також «кнопкодавство» у Верховній раді — злочин та порушення Конституції України, визнане Євросудом з прав людини. Злочинність такої практики визнають ряд країн, де за законодавством за неособисте голосування введена кримінальна відповідальність.
Термін «кнопкодав» вживається щодо депутатів ВР України, котрі, з особистої зацікавленості, на виконання рішення фракції та/або її керівника або із інших причин на пленарних засіданнях голосують за іншого відсутнього народного депутата (депутатів) за його (їхньою) згодою та/або за дорученням. Термін «кнопкода́вство» — ширший термін, що вживається до явища, яким є практика неособистого голосування. Вживаються інші назви цього явища — «голосування в темну», «заочне голосування», «багатоверстатне голосування», «голосування за себе й за того хлопця», «рояльне голосування», «піанізм». Наряду з «тушкуванням», кнопкодавство є одним із проявів політичної корупції та кризи парламентаризму в Україні. Явища неособистого голосування беруть початок ще з 2000-х років.[джерело?]

## Види
У випадку неможливості бути присутнім на засіданні народним депутатом особисто, з метою підтримки того чи іншого законопроєкту провладної більшості, у разі відсутності необхідної кількості голосів мають місце випадки передачі особистих карток для голосування або їх дублікатів іншим народним депутатам, а також видачі дублікатів карток за відсутності особистої заяви депутата.
- При голосуванні за свого сусіда, кнопкодав, вставивши в слот системи «Рада» заздалегідь отриману від відсутнього народного депутата картку, переважно не піднімаючись зі свого робочого місця, відкрито чи таємно (прикривши руку газетою, журналом, або в інший спосіб) натискає клавіші електронної системи голосування «Рада».
- При голосуванні за кількох народних депутатів кнопкодав, вставивши в слот системи «Рада» заздалегідь отримані від відсутніх народних депутатів картки, відкрито переміщується вздовж робочих місць і натискає клавіші електронної системи голосування «Рада».

За час, відведений для голосування, один такий кнопкодав встигає проголосувати за 8-9 відсутніх. Часто при мінімально необхідних 226 депутатах рішення приймаються 35-40 кнопкодавами.

## Приклади
Із застосування кнопкодавства були внесені зміни в Конституцію України, що встановлюють дату виборів Президента України та парламенту, прийнятий Закон України «Про заходи щодо законодавчого забезпечення реформування пенсійної системи», прийнятий новий Кримінальний процесуальний кодекс України (близько 50 депутатами у сесійній залі), призначений новий голова Національного банку України.. За законопроєкт «Про засади державної мовної політики». «Українська правда» 06 червня 2012 проголосувало реально 172 депутати, а не 234, як офіційно оголошено.

## Міжнародний досвід та практика
Питання особистого голосування у країнах із сталими демократіями вирішується по-різному. Використовується голосування без кнопок — викриком, відокремленням, вставанням, опитуванням, підняттям рук. Проте питання особистого голосування є принциповим для всіх демократій. На зворотному боці картки для голосування шотландського депутата написано: «Незаконне володіння, використання, зберігання, знищення або передача іншій особі є кримінальними злочинами». У країнах з порівняно молодими демократіями — Польщі, Литві, Словаччині й багатьох інших країнах за неособисте голосування позбавляють представницького мандата. Понад десятиліття тому використання чужої картки в Польщі було прирівняне до шахрайства, за вчинення якого встановлено покарання у вигляді позбавлення волі на строк до семи років. В Ізраїлі обранець за кнопкодавство отримав 4 місяці громадських робіт і шість місяців умовного ув'язнення.

## Порушення законодавства

Особистого голосування вимагає Конституція України, стаття 84.

Про злочинну сутність голосування за іншого в українському парламенті свідчить аналіз положень, якими регламентовано законотворчу процедуру.
Особистого голосування вимагає Конституція України, стаття 84:"Голосування на засіданнях Верховної Ради України здійснюються народним депутатом України особисто". Присутність і особиста участь народного депутата в засіданнях Верховної Ради України не є питанням вільного рішення народного обранця, а відповідно до пункту 3 першої частини 24-ї статті закону «Про статус народного депутата», — є його обов'язком..
6 грудня 2012 року Верховна Рада України внесла зміни до Регламенту (стаття 37), які зобов'язують народних депутатів особисто реєструватися для участі в засіданнях парламенту, брати участь у голосуванні й робити це особисто. Відповідно до закону, перед відкриттям кожного засідання парламенту здійснюється реєстрація народних депутатів особисто на підставі посвідчення народного депутата та власноручного підпису. В залі засідань депутат реєструється за допомогою електронної системи «Рада», отже, це унеможливлює реєстрацію депутата замість нього іншою людиною.
Крім того, Європейський суд з прав людини у січні 2013 року виніс рішення у справі «Олександр Волков проти України», у якому судді встановили, що голосування у ВРУ з порушенням встановленої процедури суперечить європейським нормам:

«Вивчивши наведені матеріали, Суд знайшов, що рішення про відсторонення позивача (Волкова) було прийняте за відстуності більшості народних депутатів. Депутати продемонстрували навмисне і незаконне врахування кількох голосів, що належали їх відсутнім колегам. Таке рішення було прийнято всупереч статті 84 Конституції, статті 24 Закону про статус народного депутата від 1992 року, і статті 47 Регламенту Верховної Ради, що вимагають від депутатів особистої участі у засіданнях та голосування. За таких обставин, суд вважає, що голосування з приводу відсторонення позивача підриває принцип правової визначеності, що є порушенням ст. 6 розділу 1 Конвенції».Оригінальний текст (англ.)
“Having examined the above material, the Court finds that the decision on the applicant’s dismissal was voted on in the absence of the majority of the Members of Parliament. The MPs present deliberately and unlawfully cast multiple votes belonging to their absent peers. The decision was therefore taken in breach of Article 84 of the Constitution, section 24 of the Status of Members of Parliament Act 1992 and rule 47 of the Rules of Parliament, requiring that Members of Parliament should personally participate in meetings and votes. In these circumstances, the Court considers that the vote on the applicant’s dismissal undermined the principle of legal certainty, in breach of Article 6 § 1 of the Convention”.

Однак, на сьогодні чинним законодавством також не передбачено відповідальності за використання картки іншого народного депутата (в тому числі дубліката) при реєстрації та голосуванні за допомогою електронної системи (голосування за чужою карткою), а також за несанкціоноване втручання в роботу електронної системи голосування Верховної Ради України та видачу дублікату картки для голосування без згоди на те народного депутата.

## Учасники кнопкодавства

### Організатори та захисники
Найбільшого розквіту кнопкодавство досягло у ВРУ VI скликання за ініціативи та організаційного забезпечення керівництва фракцій провладної більшості — фракції Партії регіонів і керівництва фракції КПУ. Була застосована тактика швидких голосувань, коли вигідні діючій владі рішення приймались швидко, без обговорення або майже без обговорення, часто у вечірній або у нічний час натисканням кнопок для голосувань 35-40 кнопкодавами за командою помаху руки відповідального функціонера Партії Регіонів Михайла Чечетова. Депутатів від Партії Регіонів керівництво фракції зобов'язує голосувати за інших депутатів. Перед голосуванням відповідальні особи фракції Партії Регіонів роздають іншим депутатам картки.
Захищаючі практику неособистого голосування, представники провладної більшості називали її «делегуванням повноважень». Партія регіонів та КПУ виступали проти кримінальної відповідальності за кнопкодавство
Проте, процес продовжується, і станом на 2019 рік, наявні чергові докази таких дій від нардепів.

### Депутати Верховної ради VI скликання— учасники кнопкодавства
Аналіз депутатів VI скликання. Громадський рух «Чесно»

### Депутати Верховної ради VII скликання— учасники кнопкодавства
Представники Громадського руху «Чесно» зафіксували 55 порушників правила особистого голосування під час перших днів засідань Верховної Ради VII скликання. Всі порушники — представники Партії Регіонів.
Учасниками кнопкодавства у Верховній раді VII скликання були помічені 65 народних депутатів:
1. Воропаєв Юрій [25]
2. Аркаллаєв Нуруліслам [26]
3. Байсаров Леонід [25]
4. Бандуров Володимир [25]
5. Бережна Ірина [27]
6. Богословська Інна [28] [29] [26]
7. Васадзе Таріел [30]
8. Васильєв Геннадій [31]
9. Васильєв Олександр [31]
10. Веревський Андрій [26]
11. Вечерко Володимир [25]
12. Волков Олександр [32] [26]
13. Герега Олександр [33]
14. Гєллєр Євгеній [30]
15. Гончаров Анатолій [34]
16. Горохов Сергій [30]
17. Демішкан Володимир [32]
18. Денисенко Анатолій [26]
19. Дмитрук Микола [30]
20. Добкін Дмитро [32].
21. Дудка Олександр [25] [26]
22. Єгоров Олександр [25]
23. Єфремов Олександр [28]
24. Зубик Володимир [26]
25. Іванющенко Юрій [35] [29] [26]
26. Калюжний Віталій [джерело?]
27. Кальцев Сергій [25]
28. Кацуба Володимир [26]
29. Кий Сергій [28] [29]
30. Клімов Леонід [26]
31. Клюєв Сергій [25]
32. Колесніченко Вадим [36] [29]
33. Ландик Валентин [34]
34. Левченко Микола [28] [29]
35. Лелюк Олексій [26]
36. Малишев Володимир [30]
37. Мальцев Володимир [25]
38. Марков Ігор [33]
39. Мельник Станіслав [30]
40. Мисик Володимира [30]
41. Наконечний Володимир [37] [25] [38]
42. Олійник Володимир [27]
43. Омельянович Денис [30]
44. Онищенко Олександр [26]
45. Пашинський Сергій [39]
46. Пінчук Андрій [28]
47. Повалій Таїсія [40] [29]
48. Пригодський Антон [25]
49. Продивус Володимир [37] [29]
50. Сальдо Володимир [26]
51. Селіваров Андрій [26]
52. Табалов Андрій [джерело?]
53. Табалов Олександр [джерело?]
54. Тихонов Віктор [26]
55. Фабрикант Світлана [29] [28]
56. Хомутиннік Віталій [26]
57. Царьов Олег [37] [29] [26]
58. Циркін Ігор [26]
59. Чертков Юрій [26]
60. Чертков Юрій [25]
61. Шаблатович Олег [26]
62. Шатворян Вілен [37] [29]
63. Шкіря Ігор [29]
64. Шуфрич Нестор [28] [29]
65. Щербань Артем [26]

### Кнопкодавство у місцевих радах
Разом із реакцією на кнопкодавство в парламенті, ЗМІ зафіксували та повідомили про факти подібних зловживань депутатів у місцевих радах:

#### Донецька область
На засіданнях Донецької облради голосують люди, які взагалі не мають депутатського мандата. Замість деяких депутатів у залі є тільки їхні картки, а самі депутати в залі не з'являються, або навіть не приходять на сесію.

#### Чернівецька область
Про неособисте голосування депутатів Чернівецької обласної ради повідомляють Чернівецькі ЗМІ..
Також, голова Чернівецької обласної ради Михайло Гайничеру відкрито визнав, що буковинські депутати голосують не своїми картками.
На початку 2013 року в соціальній мережі Facebook стартувала сторінка ЧеПіаністи: Усе про буковинських «піаністів», метою якої є висвітлення ситуації в Чернівецькій обласній раді та Чернівецькій міській раді щодо явища «кнопкодавства».
14 березня 2013 р. на пленарному засіданні 15 сесії депутати Чернівецької обласної ради ухвалили рішення про внесення змін до регламенту щодо обов'язкового особистого голосування депутатів. При цьому пункт щодо кримінальної відповідальності за «кнопкодавство», який пропонувався в проєкті рішення, при обговоренні був виключений. Під час розгляду питання журналісти проводили акцію «Піанізму — Стоп!»

#### Волинь
У грудні 2012 року ЗМІ повідомили про ухвалення Луцькою міською радою рішення про реорганізацію комунальних лікувально-профілактичних закладів охорони здоров'я за допомогою депутатів, котрі голосували картками відсутніх колег.
Також, у грудні 2012 року був зафіксований та визнаний головою Волинської обласної ради факт голосування картки регіонала Валентина Скуби, який відсутній у сесійній залі.
У тому ж місяці Волинська обласна рада визнала кнопкодавство порушенням статті 365 Кримінального кодексу України (Перевищення влади або службових повноважень).

#### Львівщина
У березні 2012 року під час сесії Львівської обласної ради «за» одне з рішень проголосував 71 депутат, в той час як присутні журналісти нарахували у сесійній залі в цей момент на 20 депутатів менше. 7 лютого 2013 року, під час того, як фракція ВО «Свобода» брала участь у блокуванні опозицією Верховної Ради з вимогою припинити неособисте голосування, депутат Львівської міської ради від ВО «Свобода» Ірина Шалаковська голосувала на сесії за свого колегу Івана Гринду.
У вересні 2012 року видання «Zahid.net» оприлюднило зізнання низки депутатів Львівської обласної ради у неособистому голосуванні. Серед них, зокрема, голова фракції Партії регіонів Ігор Грещук, Всеволод Білас з УНП, Юрій Верес з «Фронту Змін», Ігор Ярема з Народної партії, Роман Швед із «Конгресу українських націоналістів», Оксана Юринець із партії УДАР, а також Остап Канака, Ігор Гунько, Андрій Тягнибок та Ірина Сех із партії «Свобода».
2020 рік, видання «Zahid.net» опублікувало статтю із відеозаписом чергового порушення під час голосування у ЛМР.
Стаття 62 Регламенту Львівської обласної ради вимагає особистого голосування депутатів.

#### Тернопільщина
11 квітня 2011 року ЗМІ оприлюднили інформацію про неособисте голосування членів фракції «Свобода» в Тернопільській міській раді.
У лютому 2013 року депутат Тернопільської обласної ради від партії «Свобода» ініціював проєкт рішення про «Персоналізацію голосувань у місцевих радах».
У 2018 році черговий депутат ТОР здійснював НГ, провадження закрили на етапі слідства.

#### Хмельниччина
У квітні 2012 голова ХОР заявив журналісту про відсутність законодавчого механізму, щодо депутатів які голосують за інших колег..
18 липня 2012 року під час голосування за своїх колег були зафіксовані на фото депутати Хмельницької обласної ради Петро Іващук і Володимир Марченко із «Блоку Литвина», а також двоє заступників голови Хмельницької ОДА регіонали Леонід Гураль та Микола Катеренчук.
У 2015 році історія знову повторилась

## Способи та спроби подолання явища

### Заходи впливу правоохоронних органів
На практиці, реагування на повідомлення в пресі та заяви інших народних депутатів про факти кнопкодавства від органів прокуратури немає. До того ж, ці органи вже дискредитували себе вибірковістю кримінальних переслідувань.
Фантастичним виглядає і варіант затримання підозрюваних на місці вчинення злочину їх же співучасниками, чи явки з повинною бодай одного із кнопкодавів: для останнього мають принаймні виникнути докори сумління..
У 2021 році було перше завершено розслідування та передано до суду справу народного депутата України, проте, завершального етапу станом на 2022 рік так і не відбулось.

### Заходи впливу громадськості
Кампанія за особисте голосування це ще один вражаючий приклад громадського активізму. Вона стартувала у 2011 році із сайту Майдан..
Із самого початку застосування практики кнопкодавства частина громадян України, особливо із журналістської спільноти, вживала заходи щодо припинення цього явища.
Мустафа Наєм, як ведучий передачі «Сьогодні. Про головне» на телеканалі ТВІ на закінчення діалогу з кожним депутатом-гостем студії ставить своє традиційне запитання про голосування чужими картками в обхід Конституції України.
|  | Чи Ви можете мені пообіцяти, що ніколи не голосуватимете чужою карткою і не будете її передавати для голосування іншим депутатам? |

Громадський рух «Чесно» на форумі «Чесна розмова з майбутнім парламентом» оприлюднив результати моніторингу депутатів VI скликання на відповідність критеріям доброчесності. 419 народних депутатів VI скликання були помічені у кнопкодавстві. В Верховну Раду VII скликання пройшли 158 порушник критеріїв «ЧЕСНО» щодо особистого голосування (кнопкодавство)..
87,6 % громадян України підтримують ідею позбавлення мандата народних депутатів, які голосують чужими картками під час голосування у Верховній Раді України. Про це свідчать результати загальнонаціонального опитування, проведеного Центром Разумкова і Фондом «Демократичні ініціативи» імені Ілька Кучеріва в грудні 2012 року.
У деяких містах активісти різних громадських організацій та опозиційних партій проводять акції з вимогами припинення кнопкодавства народними депутатами. Наприклад, акція в місті Херсон 15 лютого 2013 року.
У липні 2018 активісти запустили інструмент Серпом по рейтингу для покарання народних депутатів, які кнопкодавлять у Верховній Раді. Завдяки цьому інструменту можна розповісти про зашквари депутата-мажоритарника виборцям з його округу.

#### Рада-4
У серпні 2019-го року було анонсовано систему «Рада-4» із голосуванням за відбитками пальців. Вона має завадити неособистому голосуванню. Як заявив Руслан Стефанчук, систему мають встановити у Верховній раді до кінця 2019-го.

## Зміни в законодавстві
6 грудня 2012 року Верховна Рада України внесла зміни до регламенту, які зобов'язують народних депутатів особисто реєструватися для участі в засіданнях парламенту, брати участь у голосуванні й робити це особисто. Відповідно до закону, перед відкриттям кожного засідання парламенту здійснюється реєстрація народних депутатів особисто на підставі посвідчення народного депутата та власноручного підпису. В залі засідань депутат реєструється за допомогою електронної системи «Рада», отже, це унеможливлює реєстрацію депутата замість нього іншою людиною..
Голосування здійснює депутат особисто за допомогою електронної системи «Рада» в залі засідань, що унеможливлює голосування за депутата іншої людини.
Перше ж рішення Верховної Ради України VII скликання було ухвалене знову кнопкодавами. Виявлено це було журналістами.

### Вплив опозиції
З перших днів роботи Верховної Ради України VII скликання опозиційні фракції у Верховній Раді України — «Батьківщина», партії «УДАР Віталія Кличка», ВО «Свобода», здійснили ряд скоординованих заходів задля припинення кнопкодавства з боку депутатів фракції Партії Регіонів.
5 лютого 2013 р. народні депутати від опозиції заблокували трибуну. Представники фракції «УДАР» прийшли на засідання у червоних светрах з написом «Голосуємо Особисто».
Фракція ВО «Свобода» зареєструвала законопроєкт про кримінальне покарання за голосування чужими картками. Цей документ передбачає покарання депутатам, які голосуватимуть чужими картками за своїх колег, — ув'язнення від 5 до 8 років..
Народний депутат, член фракції «Батьківщина» Юрій Одарченко подав до суду позов на Верховну Раду України з вимогою ввести персональне голосування та скасувати постанови, прийняті з порушенням регламенту. Депутат вимагає запровадити електронну систему для голосування, яка унеможливлює реєстрацію та голосування одним депутатом замість іншого, та визнати незаконними і скасувати ті акти Верховної Ради, які були прийняті в період з 13 грудня 2012 р. по 11 січня 2013 р. Позов подано до Вищого адміністративного суду України 5 лютого 2013 р.
19 грудня 2019 року Верховна Рада ухвалила Закон № 404-IX «Про внесення змін до деяких законодавчих актів України щодо забезпечення особистого голосування народними депутатами України», який набрав чинності 16 січня 2020 року. Цей закон доповнив Кримінальний кодекс України статтею 364-2, яка передбачає покарання за умисне голосування народним депутатом на пленарному засіданні Верховної Ради замість іншого депутата у вигляді штрафу від 3 000 до 5 000 неоподатковуваних мінімумів доходів громадян.